# Incendie de Thessalonique
 (juillet 2025).

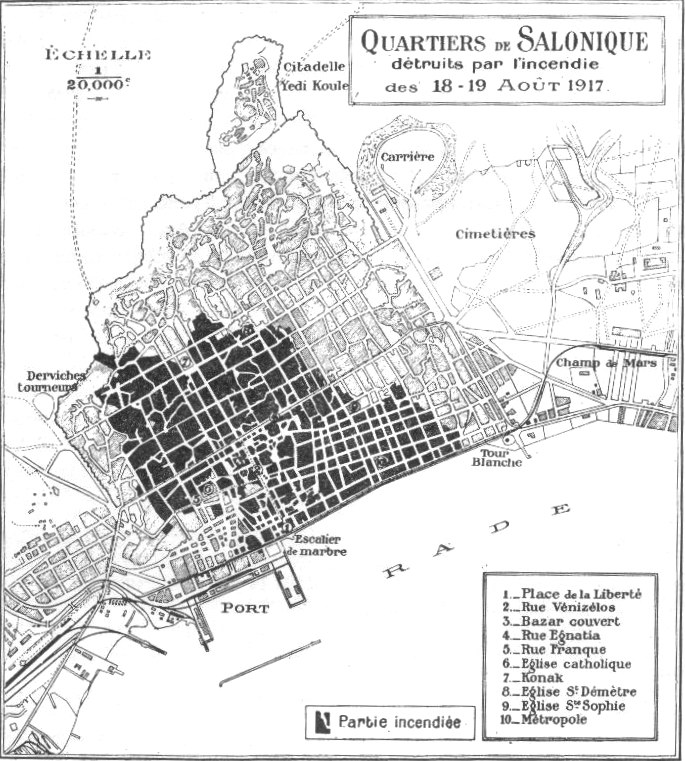
Carte de l'incendie de 1917. En noir, la zone détruite.

L'incendie de Thessalonique, qui s'est déclenché le samedi 18 août 1917, est l'une des plus grandes catastrophes qui toucha la ville, par l'ampleur des destructions. Cet événement fut à l'origine d'une transformation profonde de la ville, par son nouvelle modèle d'urbanisme et par les choix de la reconstruction.

## Contexte
La vieille ville de Salonique construite essentiellement en bois était fréquemment soumise à des incendies le dernier en date à l'époque étant celui du 4-5 septembre 1890. Les populations étaient conscientes du risque et les Juifs de Salonique récitaient même une prière spéciale le jour de Yom Kippour l'une des plus importantes fête du calendrier juif afin que la ville soit épargnée des incendies
La Première Guerre mondiale qui faisait rage voyait ici se mêler les troupes grecques, françaises, russes, italiennes, serbes et un intense trafic de débarquement du ravitaillement de cette Armée Alliée d'Orient. Les tensions étaient importantes entre royalistes et vénizélistes grecs, Français et Anglais, orthodoxes, catholiques, juifs et musulmans, ainsi qu'entre les instances civiles et le commandement militaire.

## L'incendie
Les 18 et 19 août 1917, tout le centre de la ville est ravagé par un incendie catastrophique. Le feu prend le samedi 18 août vers 15 h. Il part d'une petite maison de réfugiés au 3 rue Olympiados, dans le quartier de Mevlane situé entre le centre-ville et la ville haute. Il aurait été causé par une étincelle provenant d'une cuisine et qui aurait atteint un tas de paille qui se trouvait à proximité, et c'est de là que le feu serait parti. L'absence d'eau et l'indifférence des voisins empêchent l'extinction rapide de ce feu, qui prend rapidement de l'ampleur sous la force d'un vent violent qui l'entraîne vers les maisons voisines, d'où il va gagner une grande partie de la ville.
Le feu s'étend principalement dans deux directions : vers le Diikitirio (préfecture) en passant par la rue Agiou Dimitriou, et vers le marché en passant par la rue Leontos Sofou. Le Diikitirio est sauvé des flammes grâce à ses employés qui accourent pour prévenir l'arrivée du feu. Le vent se renforçant encore, le feu se dirige vers le centre de la ville. Au matin du 19, le vent change de direction et les deux fronts principaux de l'incendie détruisent le centre commercial de Thessalonique. À midi, l'incendie s'approche d'Aghia Sofia, mais l'épargne pour se diriger plus à l'est, remontant la rue Ethnikis Amynis, où il s'arrête. Il s'éteint le soir du dimanche 19 août. En trente-deux heures, 9 500 bâtiments sont détruits, laissant 70 000 personnes sans abri.

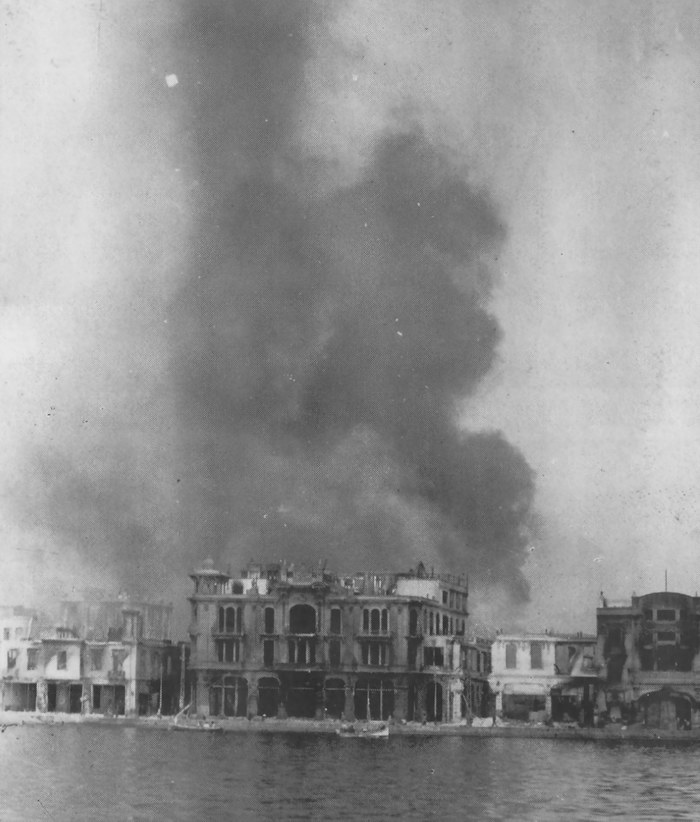
L'hôtel Splendid ravagé par l'incendie.

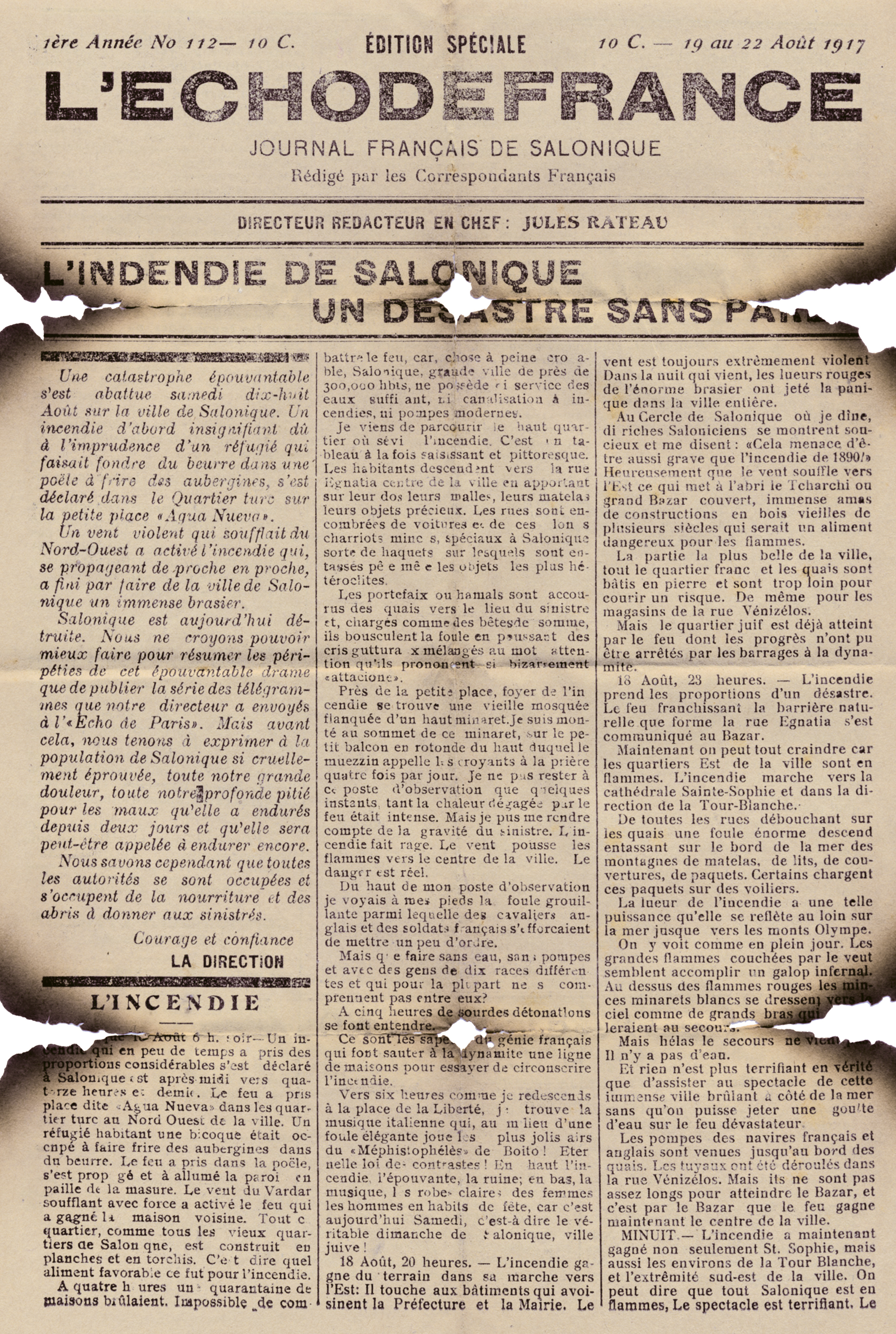
Incendie de Salonique (recto) - 19 au 22 août 1917 : Histoire des faits relatée par les correspondants à Salonique.

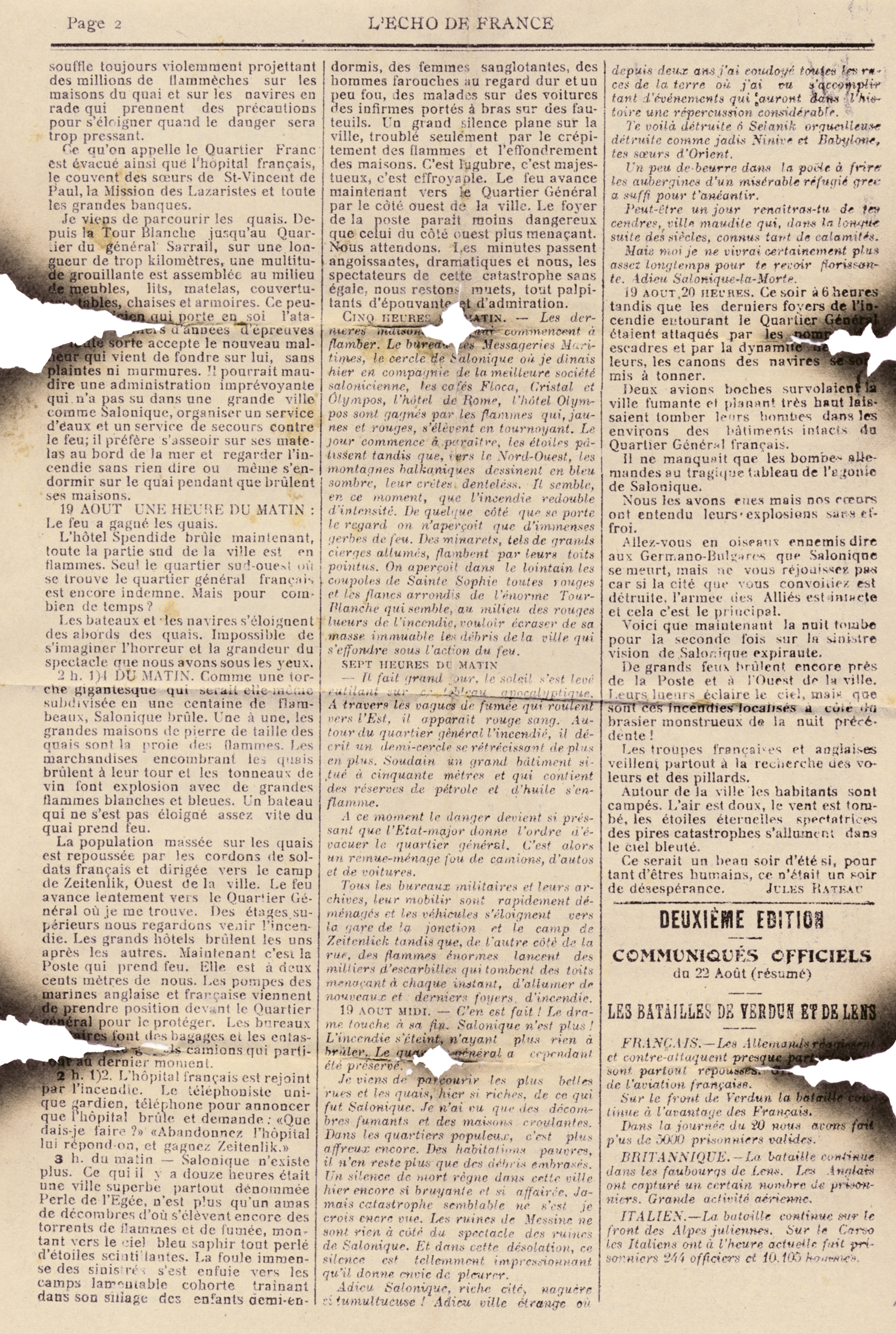
Incendie de Salonique (verso) - 19 au 22 août 1917 : Histoire des faits relatée par les correspondants à Salonique.

Les quantités d'eau à Thessalonique sont limitées du fait que la plupart des réserves sont utilisées par les camps militaires alliés dans les faubourgs de la ville. De plus, la ville ne dispose pas d'une véritable brigade de pompiers. Seuls quelques pompiers travaillent à titre privé pour des compagnies d'assurance, mais ils ne sont généralement pas ou peu entraînés et disposent de vieux équipements.
L'espoir de Thessalonique réside en l'intervention des Alliés.

## Bilan
Environ 70 000 personnes( sont touchées par l'incendie et 10 000 maisons sont détruites. Selon le rapport Pallis, les différentes communautés sont touchées à raison de 50 000 Juifs, 10 000 orthodoxes, 11 000 musulmans. L'aide aux victimes se met en place les jours suivant l'incendie. Les autorités grecques construisent 100 maisons pouvant loger 800 familles. Les autorités britanniques établissent trois campements avec 1 300 tentes qui hébergent 7 000 personnes. Les Français établissent un campement permettant de loger 300 familles. Les Croix-Rouge française, britannique et américaine distribuent de la nourriture aux sinistrés. Beaucoup de Juifs, ayant tout perdu, quittent la ville pour l'Europe occidentale, principalement la France ou pour la Palestine[réf. nécessaire].
Le feu détruit 32 % de la superficie totale de la ville, soit environ un kilomètre carré. La partie incendiée est délimitée par les rues Aghiou Dimitriou, Leontos Sofou, Nikis, Ethnikis Amynis, Alexandrou Svolou, et Egnatia. Cette zone est appelée pirikaystos zoni  (πυρίκαυστος ζώνη « zone incendiée » dans des documents officiels et simplement « kammena (καμμένα, « incendiée ») dans le langage populaire. Les dégâts matériels sont alors estimés à plus de huit milliards de livres-or[réf. nécessaire].
Parmi les bâtiments incendiés, on peut noter le bureau de poste, la mairie, les compagnies du gaz et de l'eau, la Banque ottomane, la Banque Nationale, les dépôts de la Banque de Grèce, une partie de l'Église Saint-Démétrios, deux autres églises orthodoxes, douze mosquées, le siège du Grand Rabbin et ses archives, ainsi que seize des trente-trois synagogues de la ville. Les imprimeries de la plupart des journaux (Thessalonique comptait jusqu'alors le plus grand nombre de journaux de Grèce[réf. nécessaire]), dont la plupart ne peuvent reparaître. Environ 4 096 des 7 695 boutiques de la ville sont aussi détruits, laissant 70 % des Thessaloniciens sans travail[réf. nécessaire].

## Reconstruction de la ville

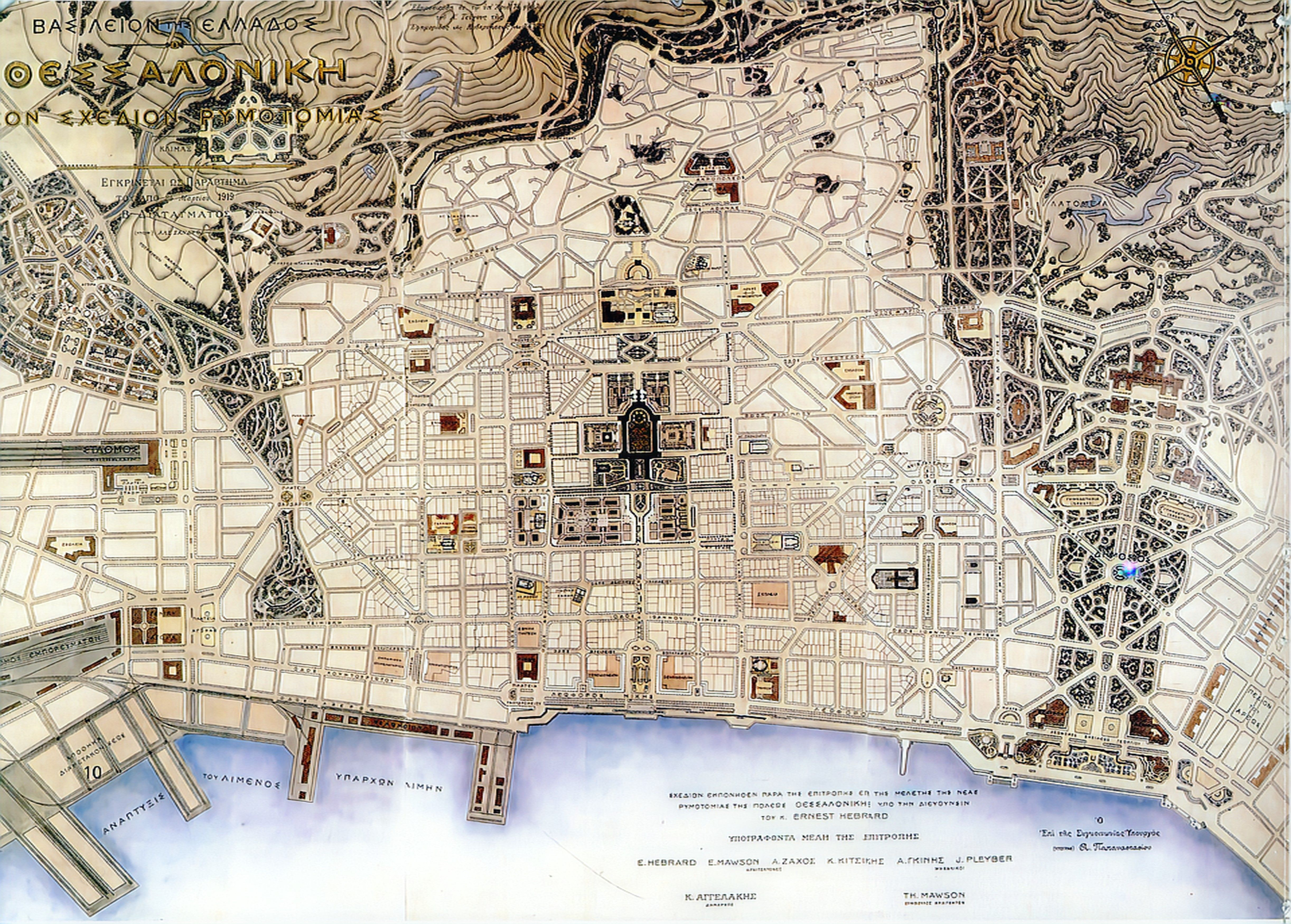
Plan de la nouvelle Thessalonique par Ernest Hébrard.

Elefthérios Venizélos interdit la reconstruction de la ville tant qu'un nouveau plan établissant une ville moderne n'est pas élaboré. Le gouvernement grec décide d'exproprier la zone incendiée, qui appartient à 4 101 propriétaires dont les trois quarts sont des Juifs. 
Pour cette reconstruction, trois commissions sont formées : la première dresse les relevés topographiques et cadastraux ; la seconde, dirigée par Ernest Hébrard et appelée « Commission internationale du plan de Salonique », travaille sur les plans de la ville, commission dans laquelle l'architecte et ingénieur Joseph Pleyber participe à l'élaboration du plan des voiries et d'assainissement ; la troisième, dirigée par le ministre des transports Aléxandros Papanastasíou, rédige une loi facilitant l'exécution du plan. 
Le plan de la commission est une synthèse bien menée des idées architecturales qui sont en vogue à cette époque et les contraintes dues au site : « il introduit en Grèce les tracés classiques, axes, diagonales, etc., la hiérarchie du réseau routier, la centralisation des services administratifs et de gestion (...), la mise en valeur des monuments et la préservation des quartiers pittoresques », et ce faisant, on s'éloigne beaucoup de la Salonique traditionnelle. 
Thessalonique conserve de cette période de reconstruction de nombreux monuments (immeubles à appartements luxueux, maisons patriciennes ou bourgeoises, sièges de sociétés commerciales), conçus par des architectes d'origines diverses (Eli Modiano, Maximilian Rubens).

#### Fiction
- (el) Aleka Karadimou-Gerolympou, Χρονικό της Μεγάλης Φωτιάς. Θεσσαλονίκη, Αύγουστος 1917, « La Chronique du grand incendie, Thessalonique, août 1917 », Thessaloniki, University Studio Press, 2002, 120 p.  (ISBN 960-1-21085-7)